# Roger Sanchez

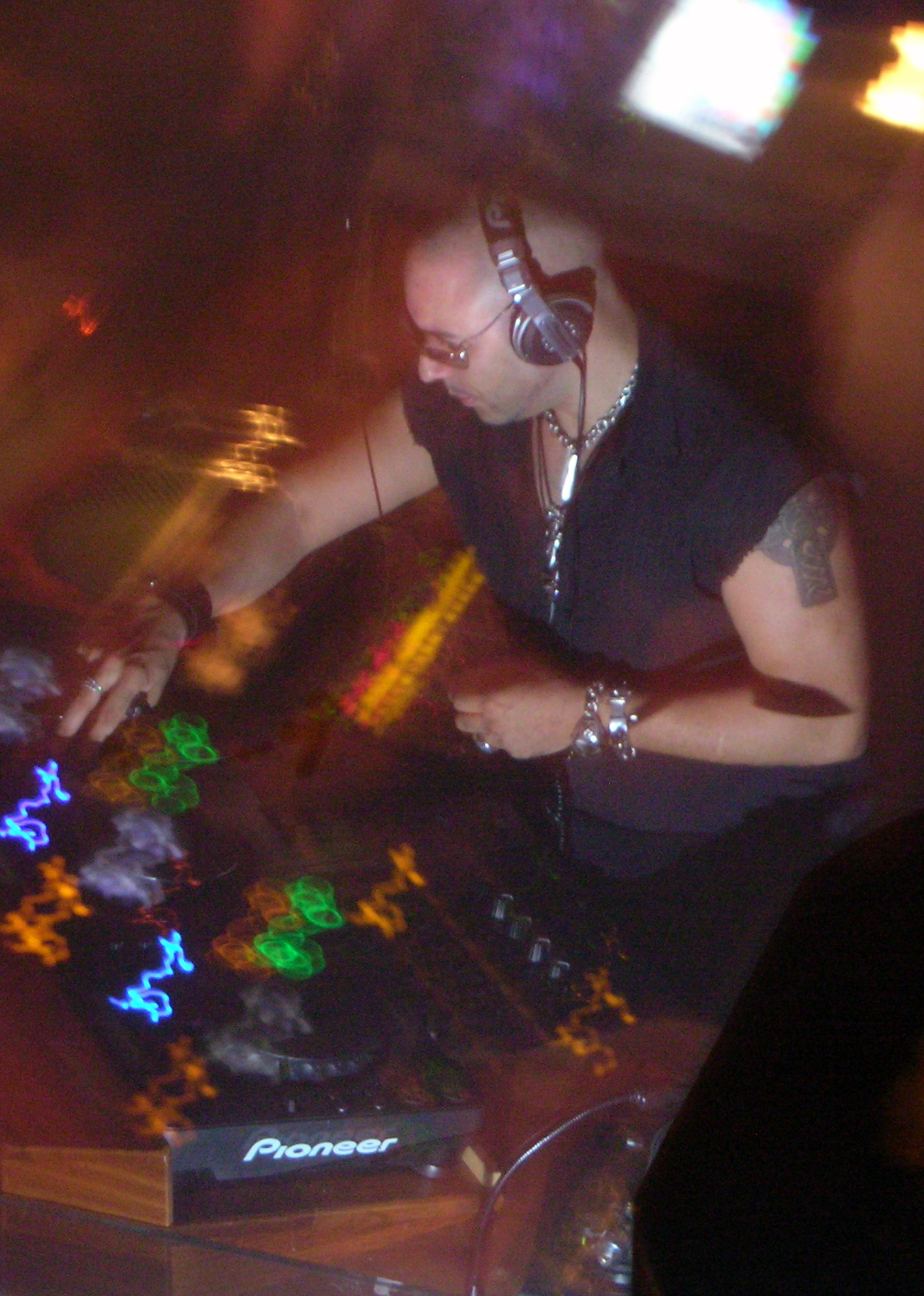
Roger Sanchez im Pacha, Juli 2006

Roger Sanchez (* 1. Juni 1967 in New York) ist ein US-amerikanischer Produzent und House-DJ.

## Karriere
Schon in seiner Jugendzeit spielten verschiedene Musikstile wie Salsa, Disco und Hip-Hop für ihn eine prägende Rolle, was er in seinen derzeitigen Produktionen reflektiert. Sein ursprüngliches Architekturstudium gab Roger Sanchez 1987 zugunsten der Musik auf. Unter anderem verwendete er seine Zeit für die Produktion von Remixes bekannter Künstler wie zum Beispiel Janet und Michael Jackson.
2001 veröffentlichte er sein Debütalbum First Contact mit eigenen Tracks. Mit seinem Song Another Chance stürmte er weltweit die Charts und erreichte 2001 den ersten Platz in Großbritannien. Another Chance basiert auf einem Sample von I Won't Hold You Back der kalifornischen Rockband Toto.
2006 produzierte er den Remix des Madonna-Titels Get Together.
Roger Sanchez hat die letzten Jahre weltweit in den Charts zahlreiche Hits gelandet und ist immer noch ein kommerziell erfolgreicher Club-DJ. In seinen Produktionen verwendet er häufig Vokalpartien.

## Diskografie (Auswahl)

### Alben
- 1995 – Roger S. Mega Mix
- 1995 – Hard Times – The Album
- 1998 – House Music Movement
- 1998 – S-Man Classics: The Essential Sanchez Mixes
- 1999 – Maximum House & Garage
- 2001 – First Contact
- 2002 – Release Yourself
- 2003 – Release Yourself '03
- 2004 – Release Yourself '04
- 2005 – Release Yourself 4
- 2006 – Release Yourself 5
- 2007 – Release Yourself 6
- 2007 – Come with Me
- 2007 – Choice: A Collection of Classics
- 2008 – Release Yourself 7
- 2009 – Release Yourself 8
- 2010 – Release Yourself 9

### Singles
- 1994 – Illegal
- 1995 – Strictly 4 the Underground
- 1996 – Release Yo Self
- 1997 – Deep
- 1998 – Funky and Fresh (feat. Gerald Elms Present the International Posse)
- 1998 – I Want Your Love
- 1999 – 1999
- 2000 – I Never Knew
- 2001 – Another Chance
- 2001 – You Can't Change Me (feat. Armand van Helden & N'Dea Davenport)
- 2002 – Nothing 2 Prove (feat. Sharleen Spiteri)
- 2005 – Turn on the Music
- 2006 – Lost
- 2007 – Not Enough
- 2007 – Again
- 2010 – 2gether (als Roger Sanchez & Far East Movement feat. Kanobby)
- 2016 – Remember Me

## Auszeichnungen
- Dance Music Award
  - 2001: in der Kategorie „Bestes Video“ (Another Chance)

- DJ Awards
  - 1999: in der Kategorie „House / Garage“
  - 2002: in der Kategorie „House“
  - 2004: in der Kategorie „House“
  - 2007: in der Kategorie „House“
  - 2018: in der Kategorie „House Master“

- Grammy Awards
  - 2003: in der Kategorie „Best Remixed Recording, Non-Classical“ (No Doubt – Hella Good (Roger Sanchez Remix Main))